# Geogarypus ocellatus
Geogarypus ocellatus es una especie de arácnido del orden Pseudoscorpionida de la familia Geogarypidae.

## Distribución geográfica
Se encuentra en las islas Seychelles.